# Население на Есватини
Населението на Есватини според последното преброяване от 2007 г. е 1 018 449 души.

## Численост
Численост на населението според преброяванията през годините:
| Година | Численост |
| 1976   | 374 571   |
| 1986   | 681 059   |
| 1997   | 929 718   |
| 2007   | 1 018 449 |

## Естествен прираст
-0,23% (2006)

## Възрастов състав
(2000)
- от 0 до 14 години: 46% (момчета 245 626; момичета 247 825)
- от 15 до 64 години: 52% (мъже 270 308; жени 291 884)
- от 65 нагоре: 2% (мъже 11 357; жени 16 289)

(2003)
- от 0 до 14 години: 41,4% (момчета 242 762; момичета 238 141)
- от 15 до 64 години: 55,1% (мъже 317 526; жени 321 709)
- от 65 нагоре: 3,5% (мъже 18 040; жени 23 041)

## Коефициент на плодовитост
- 2000 – 5,87
- 2003 – 3,92
- 2009 – 3,32

## Расов състав
- 97 % – черни
- 3 % – бели (33 000 души)

## Езици
Официални езици са английски и свази.